# Anton Bleikolm
Anton Bleikolm (5. ledna 1850 – 4. srpna 1931 Strettweg) byl rakouský politik německé národnosti ze Štýrska, na počátku 20. století poslanec Říšské rady.

## Biografie
Působil i jako poslanec Říšské rady (celostátního parlamentu Předlitavska), kam usedl ve volbách roku 1901 za kurii venkovských obcí v Štýrsku, obvod Judenburg, Murau, Liezen atd. Ve volebním období 1901–1907 se uvádí jako Anton Bleikolm, hospodář.
Ve volbách do Říšské rady roku 1901 se uvádí jako kandidát německých agrárníků. Po volbách usedl do poslaneckého klubu Německé agrární strany. Patřil k nezávislému rolnickému hnutí. V roce 1906 se uvádí coby jeden z pěti poslanců Říšské rady, zastupujících Německou agrární stranu (Deutsche Bauernpartei).
Zemřel počátkem srpna 1931.